# اندرو بوگوت

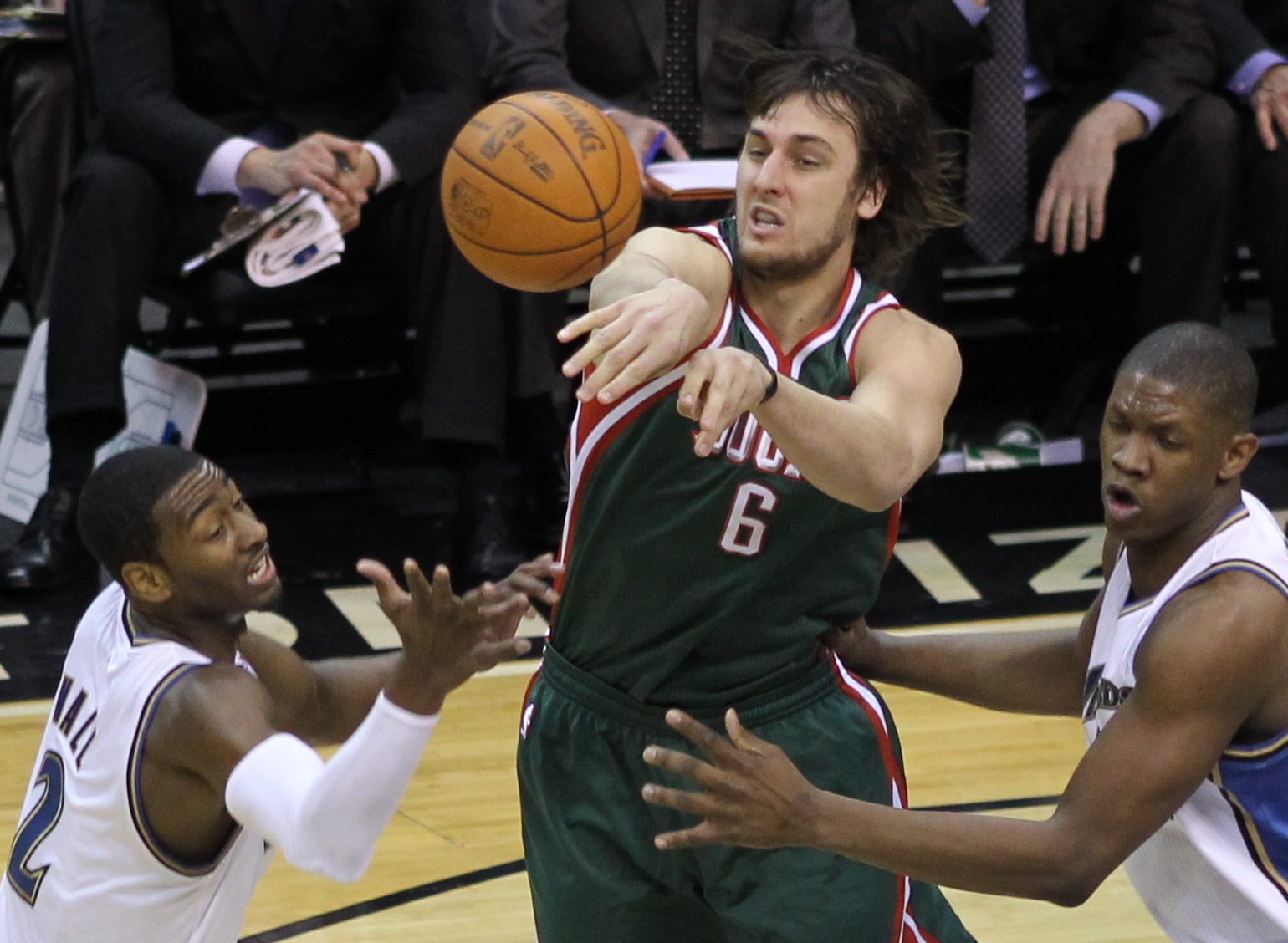

اندرو بوگوت (به انگلیسی: Andrew Bogut) متولد ۲۸ نوامبر ۱۹۸۴ در ملبورن بازیکن ملی پوش و حرفه‌ای بسکتبال لیگ ان بی ای است که هم‌اکنون در تیم گلدن استیت واریرز در آمریکا بازی می‌کند.
او عضو تیم ملی بسکتبال استرالیا است.